# Amphithalea speciosa
Amphithalea speciosa är en ärtväxtart som beskrevs av Rudolf Schlechter. Amphithalea speciosa ingår i släktet Amphithalea och familjen ärtväxter. Inga underarter finns listade i Catalogue of Life.